# مقاطعة آيدا (آيوا)
مقاطعة آيدا (بالإنجليزية: Ida County)‏ هي إحدى مقاطعات ولاية آيوا في الولايات المتحدة الأمريكية.